# Red Star Football Club
Il Red Star Football Club, meglio noto come Red Star, è una società calcistica francese con sede a Saint-Ouen-sur-Seine, nella banlieue nord dell'area urbana di Parigi. Milita nella Ligue 2, la seconda divisione del campionato francese.
Fondata nel 1897 e basata a Saint-Ouen dal 1909, è una delle più antiche società calcistiche francesi. In oltre un secolo di storia la sua identità è stata plasmata da vari cambi di denominazione e natura societaria: nel 1926, a seguito della fusione con l'Olympique de Paris, ne adottò i colori bianco-verde in luogo del precedente schema bianco-azzurro.
Nel suo palmarès vanta la conquista di cinque coppe nazionali e due vittorie nel campionato di seconda serie. Ha preso parte per un totale di 16 volte alla prima serie nazionale, senza però mai vincere il titolo, fatta salva la conquista del campionato di "zona occupata" 1940-1941.
Le sorti del club sono declinate dacché nel calcio francese si è instaurato il professionismo; nel 1975 partecipò per l'ultima volta alla massima serie e nel 1978, a seguito di inadempienze amministrative, fu escluso dai campionati e dovette ripartire dalla Division d'Honneur regionale. Nel ventennio successivo, a dispetto di proclami ambiziosi (e del tentativo di portare le partite interne allo Stade de France) il rendimento rimase altalenante e non riportò più i biancoverdi in massima serie.
Nonostante le traversie e le difficoltà, il Red Star si è comunque ricavato una buona nicchia di popolarità come "club di culto", facendo leva sulla sua lunga storia e sul radicamento in un quartiere popolare ed operaio della conurbazione parigina.

## Storia
Il 21 febbraio del 1897 la società venne fondata da Jules Rimet. In questa squadra ha militato da giocatore il famoso allenatore Helenio Herrera, soprannominato "ll mago", con cui ha vinto una Coppa di Francia nella stagione 1941-1942.
Conclude la stagione di Ligue 2 del 2016-17 al penultimo posto, retrocedendo, di conseguenza, nel Championnat National. Al termine della stagione 2017-18 è stato promosso in Ligue 2, la seconda serie del campionato francese, per la stagione 2018-19, facendovi ritorno dopo la sofferta retrocessione nella stagione precedente.

## Stadio
Il Red Star gioca le sue partite in casa allo stadio Bauer, inaugurato nel 1909 e situato a Saint-Ouen. Lo stadio è chiamato "Bauer" in memoria del Dr. Bauer, uomo della resistenza fucilato dai tedeschi nel 1942. Viene integralmente ristrutturato nel quadro dei lavori per le Olimpiadi del 2024.

## Palmarès

### Competizioni nazionali
- Coppa di Francia: 5

1920-1921, 1921-1922, 1922-1923, 1927-1928, 1941-1942
- Campionato francese di seconda divisione: 2

1933-1934, 1938-1939, 1973-1974 (girone B)
- Championnat National: 3

2014-2015, 2017-2018, 2023-2024
- Championnat de France amateur 2: 1

2005-2006

### Competizioni regionali
- Ligue de Paris Île-de-France de football: 4

1919-1920, 1921-1922, 1923-1924, 2004-2005

### Altri piazzamenti
- Coppa di Francia:

Finalista: 1945-1946
Semifinalista: 1934-1935, 1935-1936
- Coppa di Lega francese:

Semifinalista: 1999-2000
- Coppa Charles Drago:

Semifinalista: 1963
- Trophée de France:

Finalista: 1912
- Campionato francese di seconda divisione:

Secondo posto: 1933-1934 (girone nord), 1953-1954, 1964-1965, 1975-1976 (girone B)
Terzo posto: 1977-1978 (girone B)
- Championnat National:

Terzo posto: 2022-2023

## Organico

### Rosa 2024-2025
| N. |                    | Ruolo | Calciatore              |
| -- | ------------------ | ----- | ----------------------- |
| 1  | Francia (bandiera) | P     | Quentin Beunardeau      |
| 2  | Camerun (bandiera) | D     | Blondon Meyapya Fongain |
| 4  | Francia (bandiera) | D     | Bissenty Mendy          |
| 5  | Francia (bandiera) | D     | Josué Escartin          |
| 6  | Guinea (bandiera)  | D     | Rayane Doucouré         |
| 7  | Francia (bandiera) | C     | Damien Durand           |
| 8  | Francia (bandiera) | C     | Joachim Eickmayer       |
| 9  | Senegal (bandiera) | A     | Alioune Fall            |
| 10 | Francia (bandiera) | C     | Merwan Ifnaoui          |
| 11 | Francia (bandiera) | C     | Kémo Cissé              |
| 12 | Francia (bandiera) | C     | Vincent Kany            |
| 13 | Mali (bandiera)    | D     | Fodé Doucouré           |
| 14 | Francia (bandiera) | C     | Rayan Slimani           |
| 16 | Francia (bandiera) | P     | William Avognan         |

| N. |                           | Ruolo | Calciatore     |
| -- | ------------------------- | ----- | -------------- |
| 17 | Francia (bandiera)        | A     | Ivann Botella  |
| 19 | Francia (bandiera)        | C     | Hiang'a Mbock  |
| 20 | Francia (bandiera)        | D     | Dylan Durivaux |
| 21 | Senegal (bandiera)        | A     | Aliou Badji    |
| 26 | Rep. del Congo (bandiera) | C     | Fred Dembi     |
| 27 | Francia (bandiera)        | D     | Bradley Danger |
| 28 | Francia (bandiera)        | D     | Loïc Kouagba   |
| 29 | Algeria (bandiera)        | A     | Hacène Benali  |
| 30 | RD del Congo (bandiera)   | P     | Pépé Bonet     |
| 77 | Costa d'Avorio (bandiera) | A     | Achille Anani  |
| 93 | Francia (bandiera)        | D     | Aniss El Hriti |
| 97 | Martinica (bandiera)      | C     | Samuel Renel   |
| 98 | Francia (bandiera)        | C     | Ryad Hachem    |